# Kriegsfolgelasten
Kriegsfolgelasten sind diejenigen Kosten, die kriegsführende Staaten nach Ende eines Krieges zu tragen haben.
Die Kriegsfolgelasten teilen sich in innere und äußere Kriegsfolgelasten auf. Innere Kriegsfolgelasten sind Leistungen an die eigenen Staatsbürger, externe Kriegsfolgelasten Zahlungen an andere Staaten oder ausländische Personen und Organisationen.
Zu den externen Kriegsfolgelasten zählen zum Beispiel Reparationen oder Besatzungskosten. Interne Kriegsfolgelasten sind insbesondere die Kriegsopferversorgung (für Details der deutschen Kriegsopferversorgung siehe Bundesversorgungsgesetz). In Deutschland kamen nach dem Zweiten Weltkrieg die Kosten der Wiedergutmachung und des Lastenausgleiches als große Posten hinzu.
In Deutschland wurde 1949 in Artikel 120 des Grundgesetzes festgelegt, dass die Kriegsfolgelasten durch den Bund zu tragen sind. Ein Beispiel ist die Kostenerstattung des Bundes an die Länder nach dem Gräbergesetz (§ 10 Abs. 4 GräbG). 
In der nach Aufgabengebieten systematisierten Gliederung des Bundeshaushalts (Funktionenplan) finden sich die Kriegsfolgeschäden unter der Position „Soziale Leistungen für Folgen von Krieg und politischen Ereignissen“.
Kriegsfolgelasten sinken durch das Abbezahlen von kriegsbedingten Verbindlichkeiten und dem Wegsterben der Kriegsopfer im Zeitablauf. So sank der Anteil der Kriegsfolgeschäden im Bundeshaushalt von etwa 10 % im Jahr 1950 auf unter 2 % im Jahr 2009. Es entsteht eine „Friedensdividende“.